# Harry Bruggink
Harry Bruggink (Varsseveld, 16 april 1953 – Enschede, 17 juli 2019) was een Nederlands voetballer die tijdens zijn professionele loopbaan uitsluitend voor FC Twente uitkwam.

## Loopbaan
Als speler van SC Varsseveld maakte Bruggink in maart 1970 zijn debuut in de Nederlandse jeugdselectie, in een wedstrijd tegen Luxemburg. Hij werd aangetrokken door FC Twente en maakte op 25 april 1971 zijn debuut voor deze club in een met 2-1 gewonnen uitwedstrijd tegen FC Utrecht. Bruggink kwam tien seizoenen uit voor Twente, maar wist in deze periode nooit een vaste basisplaats te veroveren. In 94 competitieduels, tien bekerwedstrijden en vijf Europese wedstrijden kwam de verdediger geen enkele keer tot scoren. Met de club maakte hij verschillende nationale en internationale successen mee.
In seizoen 1974/75 speelde Bruggink bij afwezigheid van Kalle Oranen de twee wedstrijden in de kwartfinale van de UEFA Cup tegen Velež Mostar mee. In de met 3-0 gewonnen finale van de KNVB beker 1976/77 had hij, opnieuw bij afwezigheid van Oranen, een basisplaats en speelde hij de volle 120 minuten mee. Een vrije trap van Bruggink belandde in de zesde minuut van de verlenging bij Epi Drost, die de bal van grote afstand in het doel joeg en zo de 1-0 scoorde.
Bruggink verruilde in 1980 FC Twente voor Sportclub Enschede. Hij was na zijn voetballoopbaan jarenlang de eigenaar van een sportzaak in Enschede. In 2014 werd hij tijdens een thuiswedstrijd van FC Twente op de tribune getroffen door een slagaderlijke bloeding en afgevoerd. De laatste jaren van zijn leven verbleef hij in een verpleegtehuis in Enschede. Harry Bruggink overleed in 2019 op 66-jarige leeftijd.